# Embraer Phenom 100
L'Embraer Phenom 100 és un avió de negocis lleuger dissenyat i produït per Embraer.

## Versions
Phenom 100
Versió inicial de producció, equipada amb aviònica Garmin G1000 i dos motors de reacció PW617F-E. Embraer va començar les entregues el 2008.
Phenom 100E
Versió millorada amb espòilers multi-funció a les ales.
Phenom 100EV (Evolution)
Versió millorada amb aviònica Garmin G3000 i una versió més potent dels motors de reacció(PW617F1-E). Les entregues van començar el març de 2017.

## Especificacions (Phenom 100EV)
Dades de Embraer Phenom 100EV brochure
Característiques generals
- Tripulació: 1 o 2 pilots
- Capacitat: 4 o 5 passatgers (configuració estàndard); 7 ocupants com a màxim (amb el seient opcional al bany)
- Longitud: 12,82 m
- Envergadura: 12,3 m
- Alçada: 4,35 m
- * Alçada de la cabina: 1,5 m[5]
- Llargada de la cabina: 3,35 m[5]

 Rendiment 
- Velocitat de creuer: 750 km/h
- Abast: 2.182 km
- Sostre de servei: 12.497 m

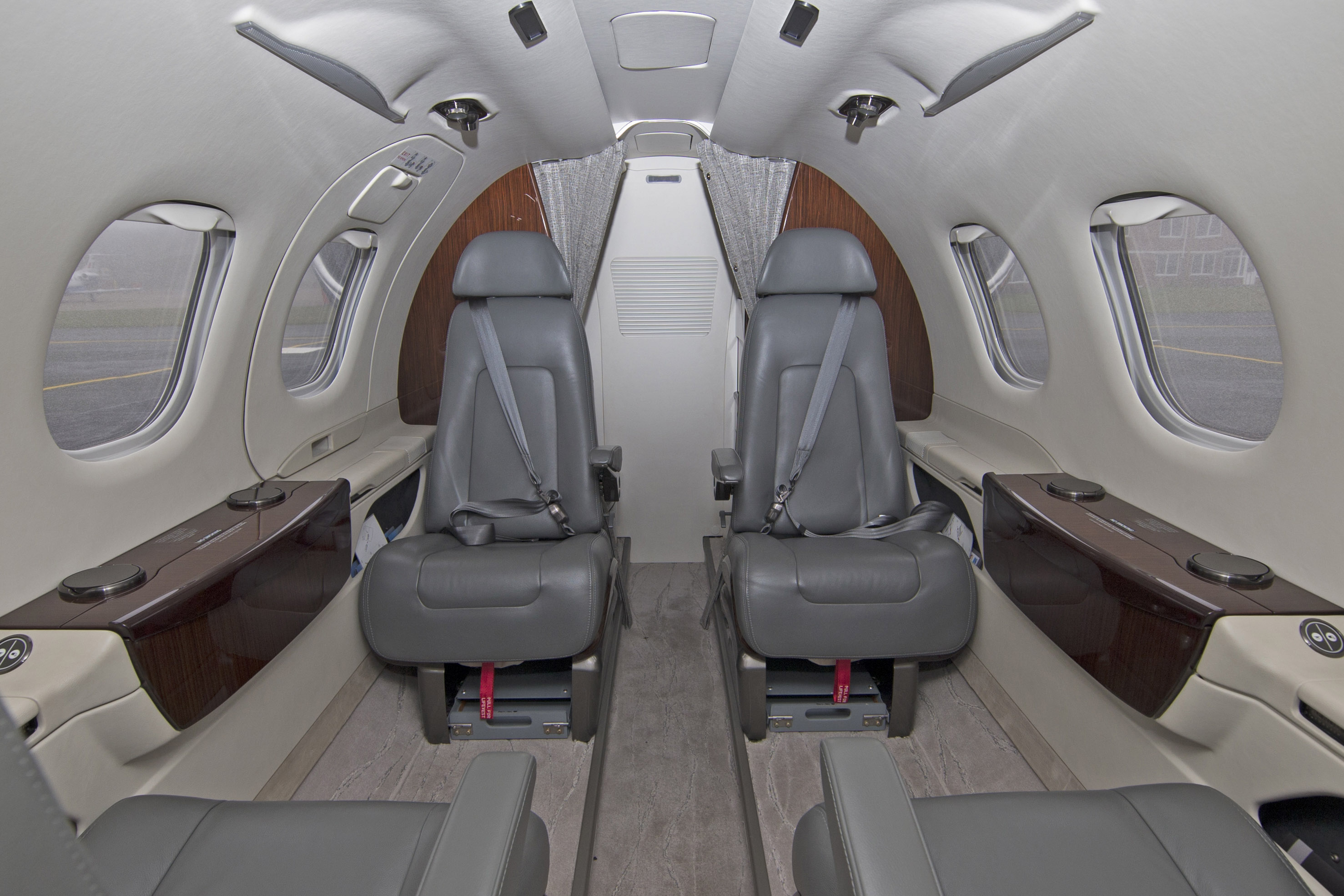
Cabina de passatgers del Phenom 100

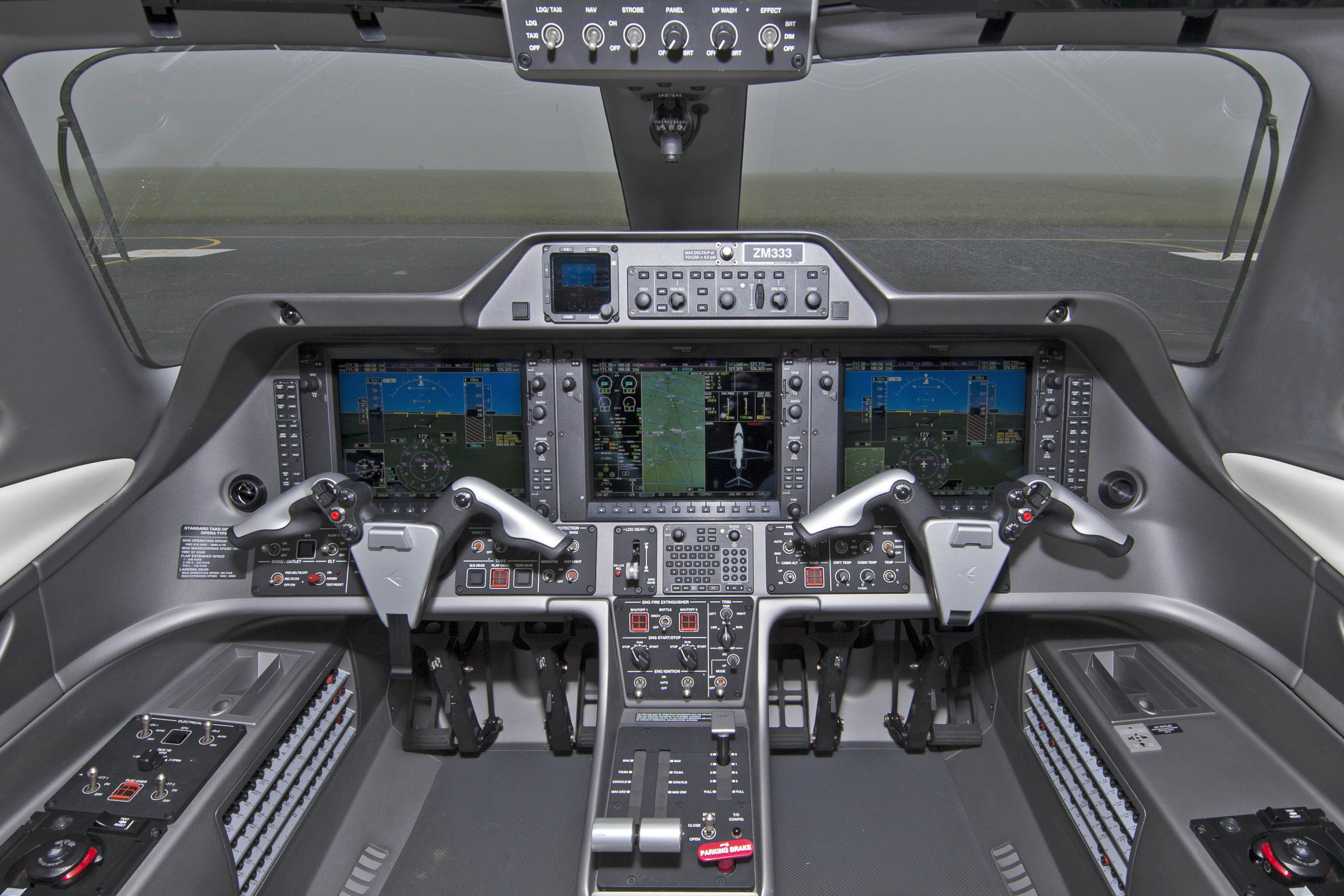
Cabina de pilotatge del Phenom 100

- Altitud a la cabina: 8.000 peus a 41.000 peus
- Distància d'enlairament: 975 m (MTOW, SL, ISA)
- Distància d'aterratge: 741 m (SL, ISA, amb quatre ocupants de 90,7 kg, NBAA IFR reserves amb alternativa a 185 k)
- Consum de combustible per hora(per a un trajecte de 1.111 km, amb quatre passatgers de 90,7 kg, amb reserves IFR segons la NBAA. Enlairament SL, ISA)[6]
  - 1a hora - 414 l/h (enlairament i ascens a l'altitud de creuer)
  - 2a hora - 292 l/h (velocitat de creuer)Aviònica

Embraer "Prodigy Touch" (basat en el Garmin G3000)